# Pogreška pri povezivanju
Pogreška pri povezivanju (eng. link-time error) je vrsta pogreške odnosno nepravilnosti koja se javlja kad se povezuje jedan ili više objekata objektnog koda s programskim knjižnicama u izvedbeni kod, nakon što ga je prevoditelj preveo iz izvornog koda. Program povezivač ju dojavljuje ako ju uoči te onemogućuje stvaranje izvedbenog koda. Uočava ju kad provjerava može li se sve pozive kodova realizirati u izvedbenom kodu.